# 구산중학교 (창원시)
구산중학교(龜山中學校)은 대한민국 경상남도 창원시 마산합포구 현동에 있는 공립 중학교이다.

## 학교 연혁
- 1949년 4월 20일 : 구산고등공민학교 설립
- 1954년 5월 31일 : 구산중학교 설립인가 (공립 6학급)
- 1982년 2월 26일 : 구남중학교구산분교장 개편인가 (3학급)
- 2019년 3월 1일 : 구산중학교 개편 인가(8학급(1))
- 2023년 1월 6일 : 제67회 졸업장 수여식(117명, 졸업생 총수 3,564명)
- 2023년 3월 2일 : 2023학년도 입학식(입학생 175명)
- 2023년 9월 1일 : 제29대 양동근 교장 부임

## 참고 자료
- 구산중학교 - 한국교육학술정보원 학교알리미